# Captain Salvation

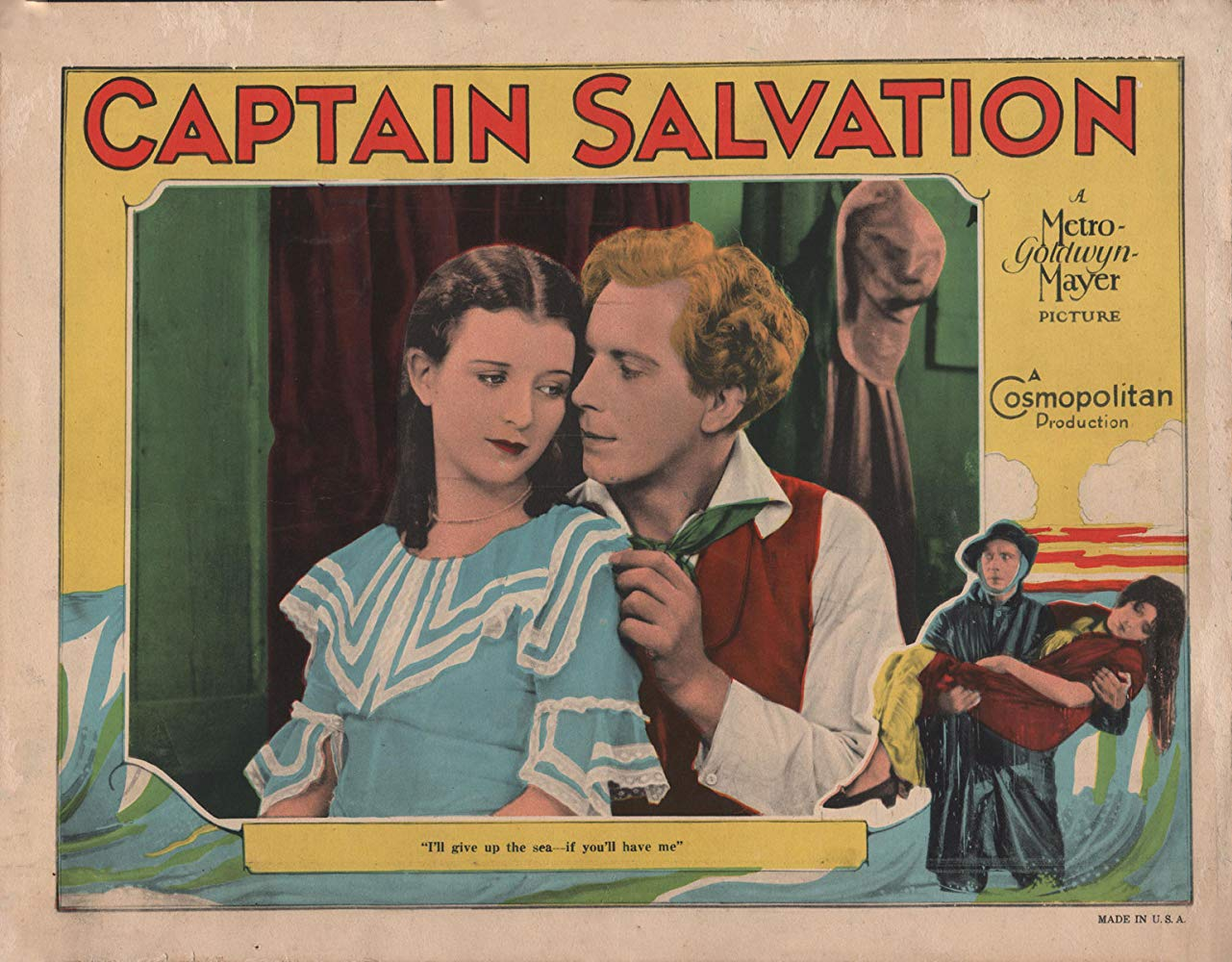
Carte promotionnelle pour le film.

Captain Salvation est un film américain réalisé par John S. Robertson, sorti en 1927.

## Fiche technique
- Réalisation : John S. Robertson
- Scénario : Jack Cunningham d'après le roman Captain Salvation de Frederick William Wallace (en)[1] sorti en 1925.
- Intertitres : John Colton
- Production : 	Cosmopolitan Productions
- Photographie : William H. Daniels
- Montage : William Hamilton
- Distributeur : MGM
- Durée : 87 minutes (8 bobines)
- Date de sortie : 14 mai 1927

## Distribution

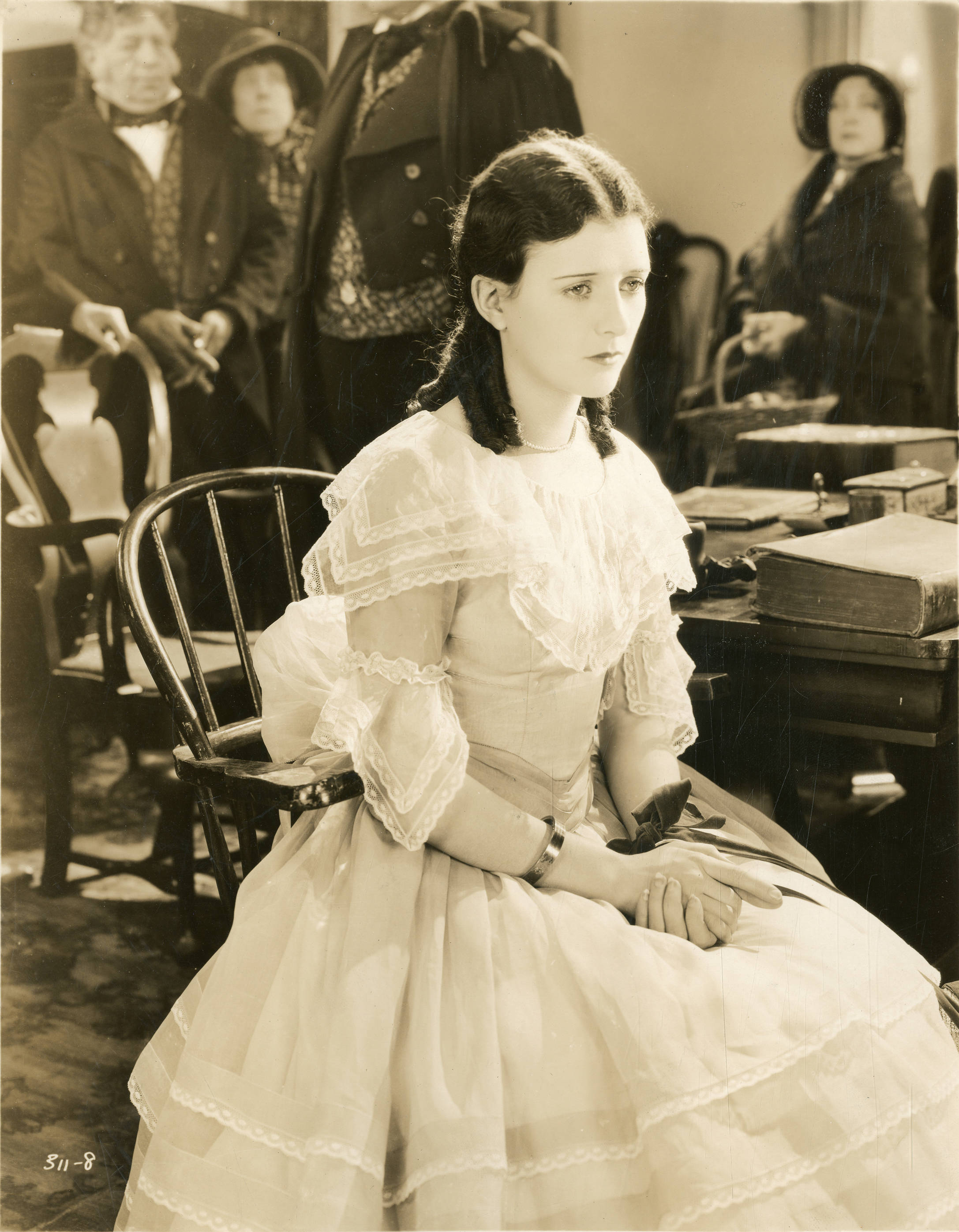
Marceline Day dans une scène du film.

- Lars Hanson : Anson Campbell
- Marceline Day : Mary Phillips
- Pauline Starke : Bess Morgan
- Ernest Torrence : Captain
- George Fawcett : Zeke Crosby
- Sam De Grasse : Peter Campbell
- Jay Hunt : Nathan Phillips
- Eugenie Besserer : Mrs. Buxom
- Eugenie Forde : Mrs. Bellows
- Flora Finch : Mrs. Snifty
- James A. Marcus : Old Sea Salt